# علی‌اکبر ولایتی در انتخابات ریاست‌جمهوری ایران (۱۳۹۲)

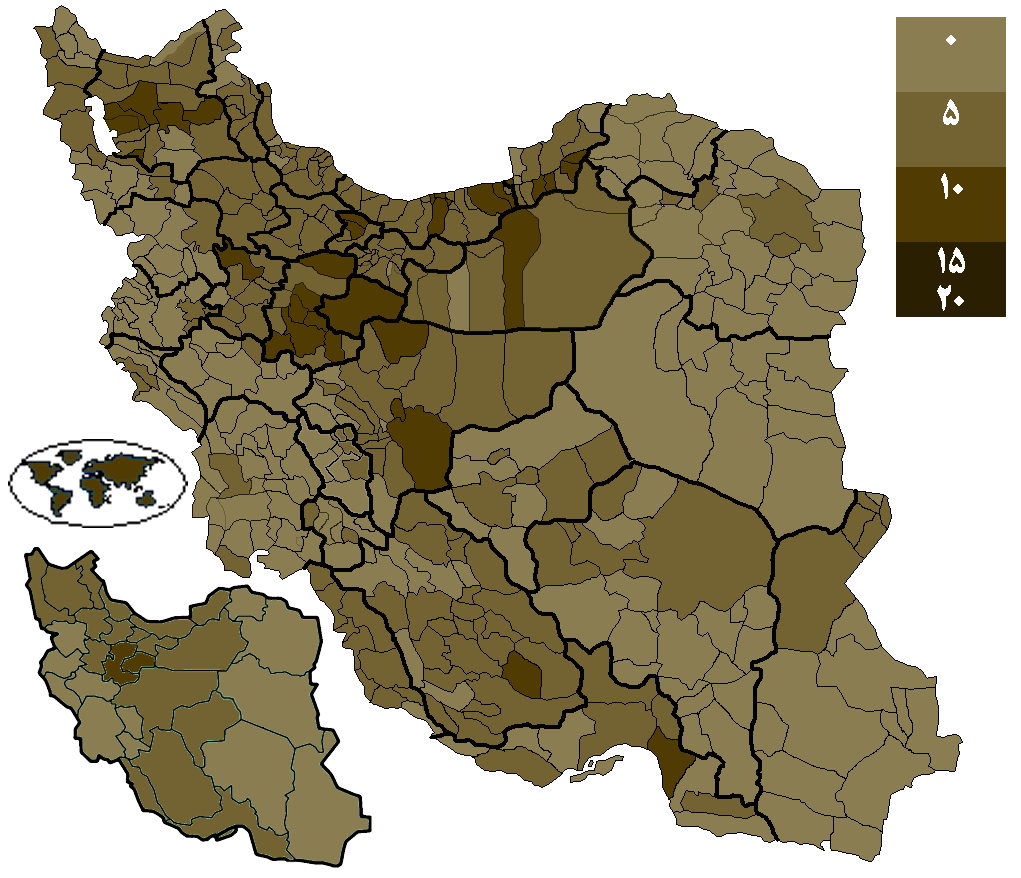
درصد رای ولایتی در انتخابات به تفکیک شهرستان و استان

مبارزات علی‌اکبر ولایتی در یازدهمین دوره انتخابات ریاست جمهوری ایران، با ثبت نام وی در ۲۱ اردیبهشت ۱۳۹۲ آغاز شد. طرح اصلیِ وی «دولت متمم» بود. وی نیز به تنش‌زدایی در روابط خارجی اعتقاد داشت. وی پیش از این در ۱۳۸۴ نیز نامزد بود که به نفع هاشمی رفسنجانی از انتخابات کنار کشید.

## ستاد
| - رئیس: شاهین محمدصادقی - سخنگو: حسین انتظامی - کمیته بانوان: فاطمه سلیمی - کمیته ورزش: سید حسن افضلی - ریاست کارگروه اقتصادی: محمد نهاوندیان - علی شمس اردکانی - فضای مجازی: علی قدمیاری |

## نشست‌ها و وعده‌ها
ولایتی عضو ائتلاف سه‌گانه اصولگرایان پیش تر هم سابقه ثبت نام در انتخابات را داشته‌است اما به گفته خودش در انتخابات سال ۸۴ به توصیه حاج‌آقا مجتبی تهرانی به نفع آیت‌الله هاشمی رفسنجانی کناره‌گیری کرد. او در شرایطی قدم به میدان یازدهمین انتخابات ریاست جمهوری گذاشته است که به زعم بسیاری از کارشناسان با بهره‌گیری از تجربیات دیپلماتیک خود می‌تواند شرایط روابط خارجی را به سویی ببرد که اقتصاد از رکود خارج شود.
- اولین همایش انتخاباتی علی‌اکبر ولایتی نامزد یازدهیمن دوره انتخابات ریاست جمهوری، صبح سوم خرداد ماه در ورزشگاه حیدرنیا تهران با عنوان «همایش بزرگ جامعه ورزشی با یار امام (ره) و یاور رهبری» با حضور جمعی از جوانان و نوجوانان ورزشکار و اعضای ستاد انتخاباتی ولایتی برگزار شد. در این همایش ولایتی در سخرانی خود در این همایش به بیان مشکلات کنونی ورزش کشور و راه حل‌هایی که برای برطرف کردن آن در نظر گرفته‌است اشاره کرد.[۱۰]
- علی‌اکبر ولایتی در حاشیه ضبط یکی از برنامه‌های انتخاباتی خود در سازمان صدا و سیما گفت: طی مشورت‌هایی که با دیگر اصولگرایان مورد تأیید شورای نگهبان انجام شده، رایزنی شده تا در نهایت یک نفر از اصولگرایان با اکثریت رای در مرحله اول انتخابات پیروز شود. ولایتی در پاسخ به این سؤال که آیا به نفع قالیباف و حداد عادل کنار خواهید کشید، خاطر نشان کرد: به نفع هیچ‌کس کنار نمی‌کشم.[۱۱]
- ولایتی در جریان سومین مناظره دست به افشاگری در خصوص مذاکرات برنامه هسته‌ای ایران زد و از فرصت‌های سوخته طی مذاکرات اتمی سال ۲۰۰۷ با گروه ۱+۵ پرده برداشت.[۱۲]

## حامیان

### احزاب
- اکثریت قاطع جامعه مدرسین حوزه علمیه قم
- جامعه روحانیت مبارز تهران
- جامعه روحانیت مبارز استان‌ها (شامل تهران، البرز، اصفهان، شیراز، بوشهر، زنجان، آذربایجان شرقی، فارس، لرستان، سیستان و بلوچستان، خراسان جنوبی،...)
- جامعه اساتید حوزه علمیه استان مرکزی
- ۱۶۰ نفر از نمایندگان مجلس
- ۲۰۵ نفر از سفرا و دیپلمات‌های وزارت امور خارجه
- ۲۰۰ تن از حقوقدانان و وکلای قم
- مرکز همبستگی حقوقدانان
- ۶۳ درصد از اعضای جامعه پزشکی
- انجمن قطعه سازان
- سازمان توسعه سازندگی
- جامعه اسلامی کارگران
- جامعه اسلامی کارمندان
- جامعه اسلامی فرهنگیان
- جامعه اسلامی بازاریان
- جامعه اسلامی ورزشکاران
- انجمن اسلامی پزشکان
- اقلیت‌های مذهبی
- جبههٔ پیروان خط امام و رهبری ۹ خرداد با بیانه‌ای از ولایتی حمایت کرد.[۱۳]
- حزب مؤتلفهٔ اسلامی به نقل از حبیب‌الله عسگراولادی از ولایتی حمایت کرده‌است.[۱۴]
- جامعه اسلامی مهندسین به نقل دبیر کلش محمدرضا باهنر از ولایتی حمایت می‌کند.[۱۵]
- جبهه حامیان ولایت ششم خرداد ۹۲، از کاندیداتوری ولایتی در انتخابات ریاست جمهوری حمایت کرد.[۱۶]
- جبهه اصولگرایان اصلاح‌طلب نیز ۷ خرداد ۹۲، از کاندیداتوری ولایتی حمایت خود را ضمن اشاره به فعالیت این جبهه در ۷۰ شهر ایران، اعلام کرد.[۱۷]

### افراد
ستاد جوانان و دانشجویان متکی به ستاد ولایتی پیوست.
ستادهای مصطفی پورمحمدی
- آیت‌الله دستغیب (عضو مجلس خبرگان)
- آیت‌الله غروی (عضو ارشد جامعه مدرسین قم)
- آیت‌الله علما (نماینده ولی فقیه و امام جمعه کرمانشاه)
- آیت‌الله مجتهد شبستری (نماینده ولی فقیه و امام جمعه تبریز)
- آیت‌الله زابلی
- اسدالله عسگراولادی
- محمدرضا باهنر

### رسانه‌ها
سایت‌ها: پایگاه‌های خبری تحلیلی ملّیت و شبکه خبری حزب‌الله